# Fonte de Juturna
Fonte de Juturna (em latim: Lacus Iuturnae ou Lacus Juturnae) é uma fonte construída pelos romanos perto de uma nascente no Fórum Romano e que era parte de um santuário dedicado à ninfa aquática Juturna. O nome "Lacus Iuturnae" era utilizado indistintamente para designar tanto a nascente quanto a fonte.

## Lendas
Segundo a lenda, o santuário marca o local onde os gêmeos divinos Castor e Pólux pararam para dar de beber aos seus cavalos enquanto passavam pela cidade e onde anunciaram a vitória romana na Batalha do Lago Regilo (495 a.C.). Durante o período imperial, quando outra nascente que alimentava a cidade secou. as virgens vestais passaram a utilizar esta para suprir a água necessária aos seus rituais. Acreditava-se, na época que as águas do "Lacus Iuturnae" tinham propriedades curativas. Os idosos e enfermos mergulhavam na nascente com oferendas para assegurar a assistência de Juturna na cura de seus males.